# Cameron Ocasio
Cameron Ocasio (* 7. September 1999 in Long Island, New York) ist ein US-amerikanischer Schauspieler.

## Leben
Ocasios Schauspielausbildung begann 2008, als er im Alter von 9 Jahren der International Model & Talent Association (IMTA) beitrat. Er erhielt Model- und Schauspielunterricht und konnte nach der erfolgreichen Teilnahme am jährlichen Wettbewerb in New York City einen Vertrag mit einem Manager schließen. 2010 hatte er sein Broadway-Debüt in der Rolle des Lyncoya in dem Rockmusical Bloody Bloody Andrew Jackson am Bernard B. Jacobs Theatre.
Als Schauspieler wurde Ocasio vor allem durch die Fernsehserie Sam & Cat bekannt. In 35 Folgen der Serie verkörperte er die Hauptrolle des Dice. Darüber hinaus war Ocasio unter anderem in der Fernsehserie Law & Order: Special Victims Unit, dem Film Sinister sowie mehreren Kurzfilmen zu sehen.

## Filmografie
- 2011: Caught (Kurzfilm)
- 2011: Law & Order: Special Victims Unit (Fernsehserie, Folge 13x09)
- 2012: A Gifted Man (Fernsehserie, Folge 1x14)
- 2012: Sinister
- 2012: Child Eater (Kurzfilm)
- 2013: Over/Under (Fernsehfilm)
- 2013: Fool’s Day (Kurzfilm)
- 2013–2014: Sam & Cat (Fernsehserie, 35 Folgen)
- 2018: Love Magical
- 2018: The One (Kurzfilm)

## Theater
- 2010–2011: Bloody Bloody Andrew Jackson